# Acueducto de Candelaria
El Acueducto de Candelaria (en portugués: Aqueduto de Candelária) es como es conocido el acueducto localizado en la ciudad de Candelária, en el estado de Río Grande do Sul, en el país sudamericano de Brasil.
Una obra arquitectónica de gran belleza, sim igual en el estado, está situada en la Línea Curitiba, fue mandada a construir por João Kochenborger, uno de los primeiros inmigrantes alemanes en llegar al municipio, en 1862. Mide 304 metros de longitud y posee 79 arcos, artística y simétricamente distribuidos.
Tiene 3 metros de altura y 97 cm de espesor, con excepción de la base sobre la cual está asentado, que es más larga. Se desconoce la fecha exacta de su construcción. Sin embargo, investigares locales concluyeron que la edificación habría sido hecha entre los años de 1868 y 1870.